# Vâlcele (Olt)
Vâlcele é uma comuna romena localizada no distrito de Olt, na região de Oltênia. A comuna possui uma área de 57.70 km² e sua população era de 2900 habitantes segundo o censo de 2007.